# 神山好市
神山 好市（こうやま こういち、1929年〈昭和4年〉1月25日 - 2020年〈令和2年〉11月24日）は、日本の政治家。東京都中野区長を4期務めた。位階は正五位。

## 経歴・人物
東京都小平市生まれ。1950年、中野区役所に就職。1953年、中央大学経済学部を卒業した。中野区教育委員会事務局次長を経て、1983年より中野区助役。1986年4月の青山良道中野区長の死去に伴い、6月に実施された中野区長選に出馬し、初当選した。同年9月、青山前区長の下で決定された中野区・北京市西城区（中華人民共和国）の姉妹都市提携を締結した。
青山前区長同様、革新勢力の支援を受けており、アメリカ合衆国やイギリスが臨界前核実験を実施した際は抗議文を送付した。中野区長を4期16年務め、2002年の区長選には出馬せず、引退した。引退後は中野区体育協会理事長などを務めた。2003年、勲三等瑞宝章を受章。
2020年11月24日に死去。91歳没。没後に正五位に叙された。
在任時は土地を購入し、そこに公共施設を作るということを行い、約15平方キロメートルに15カ所の地域センター（区役所の出張所機能や会議室機能）を整備し、区の職員を配置するなど、住民サービスを拡充した反面、中野区財政白書（平成14年版）によると、1992年段階で貯金である基金が209億円超・借金である区債発行残高が300億円という区財政が、退任時の2002年には基金は71億円を切り、区債発行残高は501億円となった。

## 不祥事

### 上野原スポーツ学習施設（仮）をめぐる訴訟
1994年7月20日から1995年3月16日までの間に中野区が「上野原スポーツ学習施設（仮）」の用地の名目で10億7888万408円で購入した約20ヘクタールの土地が、不当に高額であった疑いがもたれ、中野区へ損害賠償として1億6000万円を払うことを請求する住民訴訟を起こされる。一審の東京地方裁判所では、本案前の住民監査請求が用地売買契約から1年以上を経過しているという理由で却下されたが、1999年、東京高等裁判所での控訴審では住民監査請求が遅れた正当な理由として「住民が独自に調査するのには時間を要する」が認められ、審理を一審に差戻す判決が出された。神山区長退任後の2002年12月、中野区教育委員会は同施設の建設計画を断念し、土地は1億3310万円で上野原市へ売却された。なお、住民訴訟は差戻し後の一審で和解している。

## 著書
- 中野区・福祉都市への挑戦―21世紀にむけての地域型福祉サービス（1993年1月、あけび書房）共著 ISBN 978-4900423640